# Воробьёв, Николай Андреевич
Николай Андреевич Воробьёв (7 [20] мая 1916 — 1 мая 1956) — командир 365-й зенитной батареи 110-го зенитного артиллерийского полка противовоздушной обороны береговой обороны Черноморского флота, майор. В 1942 году Николаю Воробьёву было присвоено звание Героя Советского Союза, в 1954 году за совершённое преступление был лишён звания Героя и других наград.

## Биография
Николай Воробьёв родился в станице Махошевская (современный Краснодарский край) в крестьянской семье. Русский. Окончил техникум механизации сельского хозяйства в 1936 году.
В 1937 году был призван в военно-морской флот Разинским райвоенкоматом города Баку Азербайджанской ССР. В 1939 году окончил Севастопольское училище зенитной артиллерии. С июня 1941 года участвовал в Великой Отечественной войне.
Лейтенант Николай Воробьёв служил командиром 365-й зенитной батареи 110-го зенитного артиллерийского полка противовоздушной обороны береговой обороны Черноморского флота. Батарея состояла из нескольких пушек и занимала высоту с отметкой 60,0 м. Эта высота была ключом к взятию города-крепости Севастополя, советские войска называли оборонявшую её батарею «батареей лейтенанта Воробьёва», а в сводках немецкого командования она фигурировала как «форт Сталин». В течение двухсот тринадцати дней во время обороны Севастополя 365-я зенитная батарея сбила пять самолётов противника, подбила шесть танков, отбила пятнадцать атак противника. Практически все батарейцы погибли на поле сражения.
Командующий 11-й немецкой армией фельдмаршал Эрих фон Манштейн в своих мемуарах «Утерянные победы» писал о важности этой высоты:
В боях за упорно обороняемые противником долговременные сооружения войска несли большие потери … острие наступающего клина приблизилось к форту „Сталин“, взятие которого означало бы, по крайней мере, овладение господствующим над бухтой Северной НП [наблюдательным пунктом] для нашей артиллерии.
Утром 31 декабря 1941 года гитлеровские войска стали штурмовать высоту 60,0: вначале она подверглась массированному обстрелу, затем последовала танковая атака, следом за которой шла пехота. Две пушки батареи при обороне подбили три танка, а сам Николай Воробьёв применил военную хитрость — с помощью взятой у убитого немецкого снайпера-корректировщика ракетницы направил огонь орудий противника на своих же солдат, прорвавшихся на огневую позицию батареи. Немецкие войска отступили, но через час повторили атаку, которая также была отбита. Когда положение было критическим, лейтенант Воробьёв принял решение вызвать огонь на себя.
7 июня 1942 года Николай Воробьёв был тяжело ранен в голову и эвакуирован на Большую землю.
Указом Президиума Верховного Совета СССР «О присвоении звания Героя Советского Союза начальствующему составу Военно-морского флота» от 14 июня 1942 года за «образцовое выполнение боевых заданий командования на фронте борьбы с немецкими захватчиками и проявленные при этом отвагу и геройство» удостоен звания Героя Советского Союза с вручением ордена Ленина и медали «Золотая Звезда» (№ 859).
После окончания войны он продолжил службу в армии. С 1949 года майор Воробьёв служил начальником сержантской школы. В послевоенные годы он пользовался большой популярностью среди севастопольцев, как один из героических защитников города, и неизменно открывал все послевоенные парады.
Однако помимо поощрений в служебной карточке Николая Воробьёва было записано 13 взысканий, он был часто замечен в пьянстве, по решению суда чести снижался в воинском звании.
21 сентября 1952 года Николай Воробьёв под видом прогулки увёз на мотоцикле в город Балаклаву несовершеннолетнюю девочку, напоил её вином и изнасиловал. 30 октября 1952 года он был осуждён военным трибуналом Черноморского флота на основании части 2 Указа Президиума Верховного Совета Союза ССР от 4 января 1949 года «Об усилении уголовной ответственности за изнасилование» к 6 годам исправительно-трудовых лагерей. Николай Воробьёв признал свою вину и в своем последнем слове перед оглашением приговора суда заявил:
Совершённое мною преступление омерзительно. Это самый похабный случай в моей жизни, произошедший в результате моего пьянства. Я полностью осознал свою вину и приложу все усилия, чтобы искупить её…
Указом Президиума Верховного Совета СССР от 13 июля 1954 года он лишён звания Героя Советского Союза, ордена Ленина и других наград. После освобождения он пытался встретиться с Председателем Президиума Верховного Совета СССР, маршалом Советского Союза К. Е. Ворошиловым, высшим руководством страны и ВМФ СССР, чтобы вернуть звание Героя Советского Союза, однако не достиг результата. Николай Воробьёв скончался 1 мая 1956 года, похоронен в Севастополе.
В 1993 году украинская прокуратура провела расследование вновь открывшихся обстоятельств дела Н. А. Воробьёва на основании постановления заместителя Генерального прокурора Украины генерал-майора юстиции В. И. Кравченко от 31 марта 1993 года, однако и прокуратура, и Верховный суд Украины пришли к выводу, что вина Воробьёва доказана, а приговор по его делу — законный и обоснованный.

## Награды
За время службы в армии Николай Воробьёв был награждён следующими орденами и медалями СССР (лишён всех наград 13 июля 1954 года):
- медаль Золотая Звезда Героя Советского Союза (14.06.1942, медаль № 859)
- орден Ленина (14.06.1942)
- орден Красного Знамени (14.08.1945)
- медаль «За боевые заслуги»
- медаль «За оборону Севастополя»
- медаль «За оборону Кавказа»
- медаль «За победу над Германией в Великой Отечественной войне 1941—1945 гг.»
- медаль «XXX лет Советской Армии и Флота»